# 植木等デラックス
『植木等デラックス』（うえきひとしデラックス）は、1991年4月7日から1992年10月4日まで、TBS系列（ただしテレビ高知・テレビ山口を除く）で放送された毎日放送製作のトークバラエティ番組である。JTの一社提供番組。放送時間は、毎週日曜23:00 - 23:30（JST）。

## 概要
1990年代初頭に「スーダラ節」のCD再発売や「スーダラ伝説」の発売で再ブームとなっていた植木等の冠番組である。毎回、植木が様々なゲストを迎えてトークを展開していた。
番組冒頭では植木が、まず始めに「スーダラ伝説」構成曲の内「スーダラ節」以外の曲（週替わり）を歌い、最後は同じく「スーダラ伝説」から「スーダラ節」を歌った。また、この歌に合わせてバックで踊りたい人を番組で募集し、一般人のグループが植木と一緒にスーダラ節の振りを踊るコーナーも放送された。なお番組後期では冒頭の歌は廃止された。後期はアルバム「スーダラ外伝」のクレイジー映画の挿入歌やシングル「今日もやるぞやりぬくぞ」から「やせがまん節」と「無責任数え唄」を披露した。いつもサビで「イエーイ!」と雄叫びを上げていた。

## 出演者
- 植木等[6]
- 長野智子

## エンディングテーマ
- 「花と小父さん」 植木等（ファンハウス）
- ほか

## スタッフ
- 企画：砂田 實、榎本恒幸 (毎日放送)、久 清一
- 構成：岩立良作、腰山一生、井辺 清、橋カツヒロ(現　橋 克弘)、近藤博幸、森泉博行【毎回1名・週替り】
- TD：近藤 誠、八木寿郎、田沢政春 (カメラ担当回有)【週替り】
- カメラ：山内 光、奥野明彦、笠上大一、伊藤一成【週替り】
- 照明：豊沢勝美
- 音声：常田幸光、北田稔明【週替り】
- VE：水脇 学
- 音効：山田弘実
- EED：根路銘 猛
- MA：村山 巧
- 美術制作：高谷 寿
- 美術進行：松澤 健
- メイク：小島多紀子、オフィス・コジマ
- 飾花：小林松海
- フラワー：花 ～FCS
- スタイリング：関 恵美子、菅原明美
- 技術協力：千代田ビデオ
- 美術協力：TIME
- スタジオ：渋谷ビデオスタジオ
- 編集：東洋レコーディング
- 音楽協力：ファンハウス
- 振付：名倉加代子
- オープニング制作：アニメーションスタッフルーム、西内としお
- インテリア協力：SPAZIO
- コンサート制作スタッフ
  - 制作：高橋勇
  - 音楽：上柴はじめ
  - 舞台監督：斉藤邦彦
  - 音響：安藤 清
  - 照明：菱沼陽一
  - 協力：スペース・ゼロ
- 広報担当：根岸桂子 (毎日放送)
- キャスティング補：須藤博一
- キャスティング協力：牛久保 一
- AD：松田敬光、石塚宏充
- FD (フロアD)：米倉 伸
- TK：笹尾祐子
- 協力：渡辺プロダクション
- 演出：植木善晴、高田 一、花堂純次、伊藤裕紀 (以前はFD)【毎回1名・週替り】
- プロデューサー：本庄 純 (創都)、高山将行 (毎日放送)、谷 紳一郎
- 製作：創都 CREATIVE CITY、毎日放送

## 書籍
- 植木等のみなさんおそろいで（1992年9月、ファンハウス・扶桑社、ISBN 4-594-00998-0） - 番組でのトークのうち、青島幸男や加山雄三などの全22対談を収録した単行本。222ページ。